# Gerardus Majellakerk (Onderdijk)
De Gerardus Majellakerk is een rooms-katholieke kerk aan de Nes 134 in Onderdijk.
De kerk werd in 1929 gebouwd ter vervanging van de voor de oprichting van de parochie in 1919 gebouwde hulpkerk. Architect H.P.J. de Vries ontwierp een driebeukige kruiskerk in traditionalistische stijl, met een hoge zadeldaktoren aan de rechterzijde van de voorgevel. De torenklok uit 1929 — vervaardigd door de firma Mabilon & Co  — is in de Tweede Wereldoorlog verdwenen. De kerk werd op 17 september 1929 door bisschop Aengenent ingewijd. Boven de ingang hangt een mozaïek dat de heilige Gerardus Majella uitbeeldt, gemaakt door Alex Asperslagh.

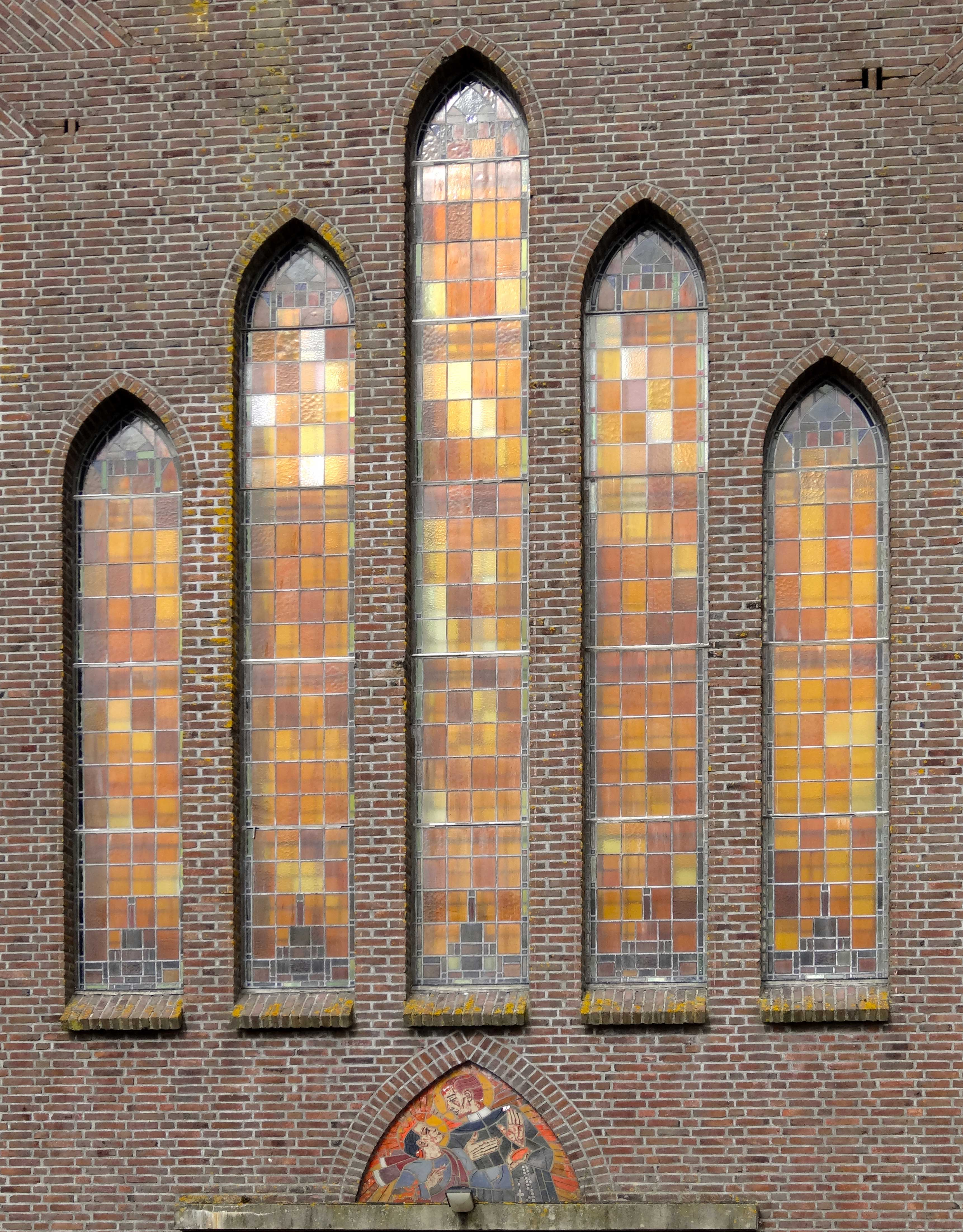
Voorgevel Gerardus Majellakerk
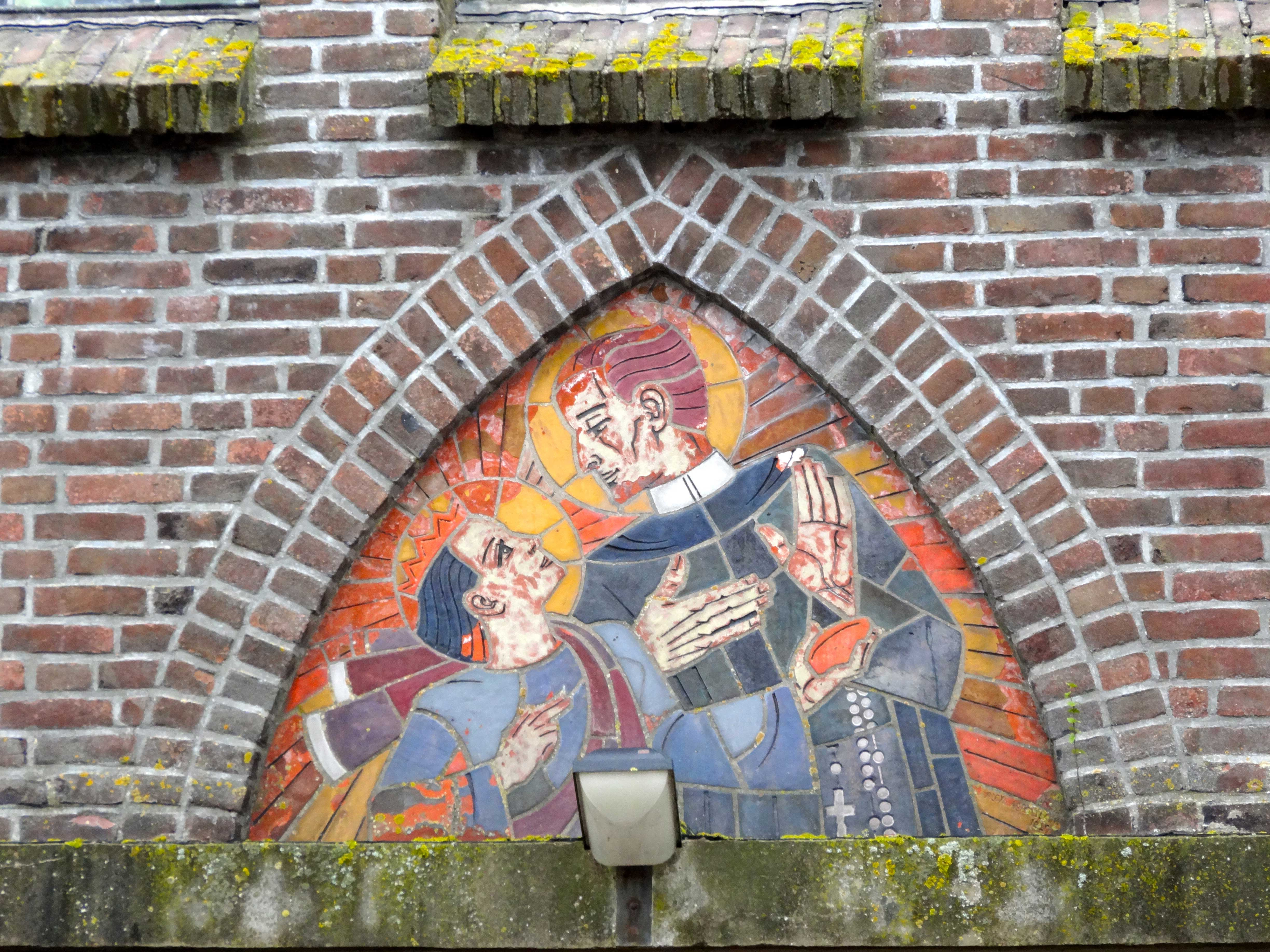
Mozaïek gemaakt door Alex Asperslagh
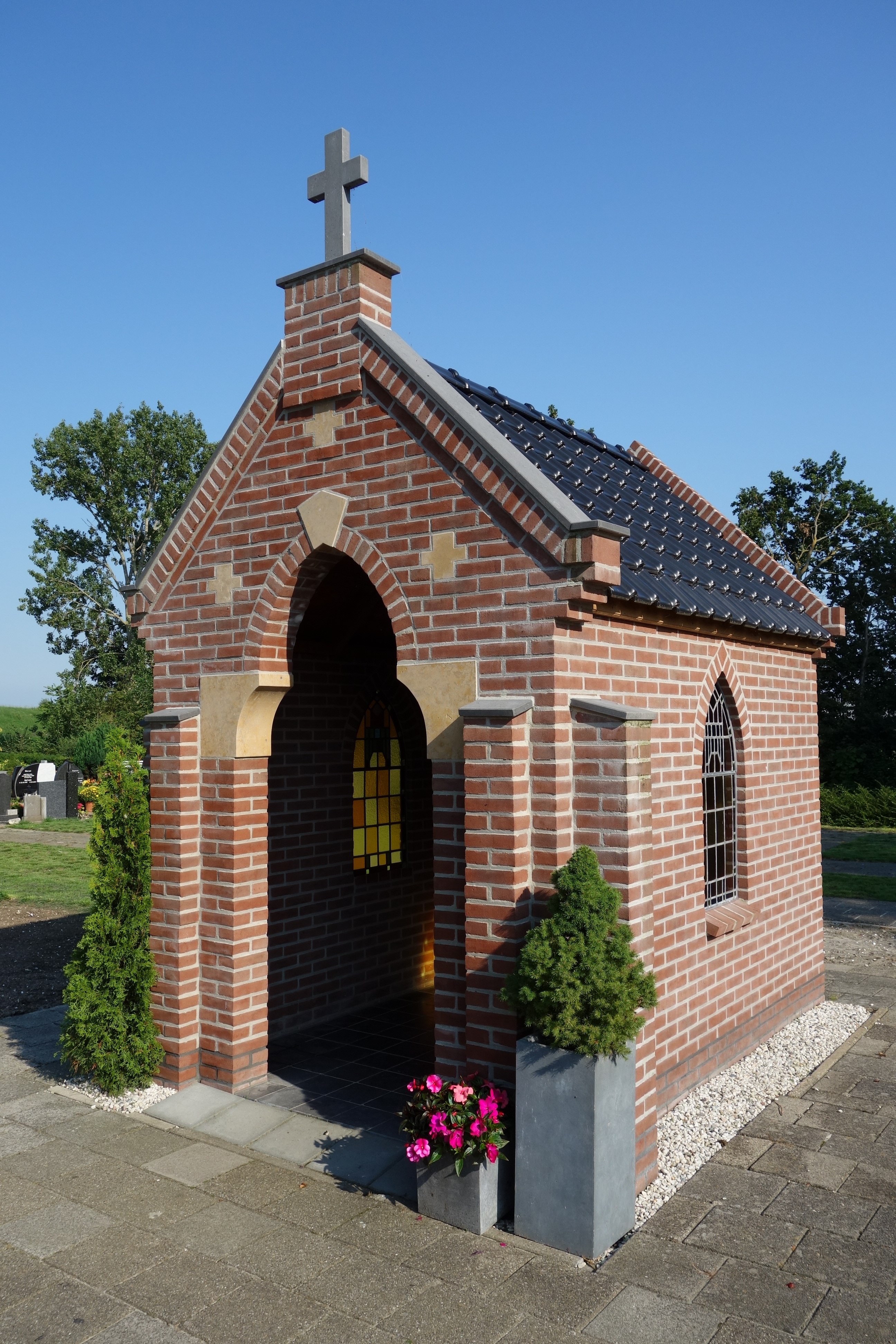
Kapel op de begraafplaats achter de kerk